# Pierre-Armand du Cambout de Coislin
Pierre-Armand du Cambout de Coislin (ur. 14 listopada 1636 w Paryżu, zm. 5 lutego 1706 w Wersalu) – francuski duchowny katolicki, biskup Orleanu, kardynał, od 1688 komandor Orderu Ducha Świętego, wnuk kanclerza Francji Pierre'a Séguiera, stryj biskupa Henri-Charlesa du Cambout de Coislina.

## Życiorys
Pochodził z arystokratycznego rodu. 16 sierpnia 1665 w Paryżu przyjął święcenia kapłańskie. 29 marca 1666 został wybrany biskupem Orleanu, którym pozostał już do śmierci. 20 czerwca 1666 w Paryżu przyjął sakrę z rąk arcybiskupa Hardine'a de Péréfixe de Beaumonta (współkonsekratorami byli biskupi Ferdinand de Neufville de Villeroy i Dominique de Ligni). 22 lipca 1697 Innocenty XII wyniósł go do godności kardynalskiej. Uczestniczył w konklawe 1700. 30 marca 1700 Klemens XI nadał mu tytularny kościół – Santissima Trinità al Monte Pincio. Od 1700 do końca życia był wielkim jałmużnikiem Francji.
Został pochowany w Katedrze św. Krzyża w Orleanie.